# Graz Giants 2016
Questa voce raccoglie le informazioni riguardanti i Graz Giants nelle competizioni ufficiali della stagione 2016.

## Maschile

### Prima squadra

#### Austrian Football League 2016

##### Stagione regolare
| Lubiana 26 marzo 2016, ore 14:00 1ª giornata | Ljubljana Silverhawks | 7 – 17 (0-3 0-7 0-7 7-0) referto | Graz Giants | Športni Park Ljubljana (800 spett.) |

| 2 aprile 2016 2ª giornata | Graz Giants | 19 – 9 (6-0 6-7 0-0 7-2) | Prague Black Panthers | (2200 spett.) |

| 16 aprile 2016 3ª giornata | Tirol Raiders | 31 – 0 (0-0 0-0 21-0 10-0) | Graz Giants | (1350 spett.) |

| 1º maggio 2016 4ª giornata | Danube Dragons | 13 – 34 (0-7 0-0 7-14 6-13) | Graz Giants |  |

| 14 maggio 2016 5ª giornata | Graz Giants | 22 – 21 (d.t.s.) (0-7 7-0 0-0 7-7 8-7) | Tirol Raiders |  |

| 22 maggio 2016 6ª giornata | Cineplexx Blue Devils | 14 – 37 (7-13 0-10 0-7 7-7) | Graz Giants |  |

| 28 maggio 2016 7ª giornata | Graz Giants | 23 – 6 (0-0 7-0 10-0 6-6) | Ljubljana Silverhawks |  |

| 4 giugno 2016 8ª giornata | Graz Giants | 35 – 28 (7-0 7-7 7-14 14-7) | AFC Rangers Mödling |  |

| 19 giugno 2016 9ª giornata | Vienna Vikings | 13 – 14 (3-0 3-0 0-0 7-14) | Graz Giants |  |

| 25 giugno 2016 10ª giornata | Graz Giants | 35 – 14 (0-0 0-6 21-8 14-0) | Cineplexx Blue Devils | (1400 spett.) |

##### Playoff
| 16 luglio 2016 Semifinale | Graz Giants | 7 – 3 (0-0 7-3 0-0 0-0) | Vienna Vikings |  |

| 23 luglio 2016 Austrian Bowl | Graz Giants | 7 – 51 (0-21 0-14 7-10 0-6) | Tirol Raiders | (4900 spett.) |

#### Central European Football League 2016

##### Stagione regolare
| 22 maggio 2016 8ª giornata | Cineplexx Blue Devils | 14 – 37 | Graz Giants |  |

| 28 maggio 2016 9ª giornata | Graz Giants | 23 – 6 | Ljubljana Silverhawks |  |

##### Playoff
| Graz 3 luglio 2016 CEFL Bowl | Graz Giants | 52 – 49 | Beograd Vukovi |  |

#### Statistiche di squadra
| Competizione      | %Vittorie | In casa | In casa | In casa | In casa | In casa | In casa | In trasferta | In trasferta | In trasferta | In trasferta | In trasferta | In trasferta | Totale | Totale | Totale | Totale | Totale | Totale |
| Competizione      | %Vittorie | G       | V       | N       | P       | Pf      | Ps      | G            | V            | N            | P            | Pf           | Ps           | G      | V      | N      | P      | Pf     | Ps     |
| ----------------- | --------- | ------- | ------- | ------- | ------- | ------- | ------- | ------------ | ------------ | ------------ | ------------ | ------------ | ------------ | ------ | ------ | ------ | ------ | ------ | ------ |
| Stagione regolare | .900      | 5       | 5       | 0       | 0       | 134     | 78      | 5            | 4            | 0            | 1            | 102          | 78           | 10     | 9      | 0      | 1      | 236    | 156    |
| Playoff           | .500      | 2       | 1       | 0       | 1       | 14      | 54      | 0            | 0            | 0            | 0            | 0            | 0            | 2      | 1      | 0      | 1      | 14     | 54     |
| Stagione regolare | 1.000     | 1       | 1       | 0       | 0       | 37      | 14      | 1            | 1            | 0            | 0            | 23           | 6            | 2      | 2      | 0      | 0      | 60     | 20     |
| Playoff           | 1.000     | 1       | 1       | 0       | 0       | 52      | 49      | 0            | 0            | 0            | 0            | 0            | 0            | 1      | 1      | 0      | 0      | 52     | 49     |
| Totale            | .867      | 9       | 8       | 0       | 1       | 237     | 195     | 6            | 5            | 0            | 1            | 125          | 84           | 15     | 13     | 0      | 2      | 362    | 279    |

### Seconda squadra

#### AFL - Division III 2016

##### Stagione regolare
| 17 aprile 2016 2ª giornata | Pinzgau Devils | 20 – 33 (0-12 6-7 0-7 14-7) | Graz Giants 2 | (200 spett.) |

| 8 maggio 2016 4ª giornata | Graz Giants 2 | 22 – 24 (6-0 0-16 16-0 0-8) | Gmunden Rams |  |

| 29 maggio 2016 6ª giornata | Salzburg Ducks | 19 – 14 (19-0 0-0 0-0 0-14) | Graz Giants 2 | (200 spett.) |

| 11 giugno 2016 7ª giornata | Graz Giants 2 | 7 – 37 (0-2 7-7 0-21 0-7) | Salzburg Ducks |  |

| 18 giugno 2016 8ª giornata | Graz Giants 2 | 35 – 0 (a tavolino) | Pinzgau Devils |  |

| 2 luglio 2016 9ª giornata | Gmunden Rams | 14 – 7 (0-0 7-0 0-0 7-0) | Graz Giants 2 |  |

#### Statistiche di squadra
| Competizione      | %Vittorie | In casa | In casa | In casa | In casa | In casa | In casa | In trasferta | In trasferta | In trasferta | In trasferta | In trasferta | In trasferta | Totale | Totale | Totale | Totale | Totale | Totale |
| Competizione      | %Vittorie | G       | V       | N       | P       | Pf      | Ps      | G            | V            | N            | P            | Pf           | Ps           | G      | V      | N      | P      | Pf     | Ps     |
| ----------------- | --------- | ------- | ------- | ------- | ------- | ------- | ------- | ------------ | ------------ | ------------ | ------------ | ------------ | ------------ | ------ | ------ | ------ | ------ | ------ | ------ |
| Stagione regolare | .333      | 3       | 1       | 0       | 2       | 64      | 61      | 3            | 1            | 0            | 2            | 54           | 53           | 6      | 2      | 0      | 4      | 118    | 114    |
| Totale            | .333      | 3       | 1       | 0       | 2       | 64      | 61      | 3            | 1            | 0            | 2            | 54           | 53           | 6      | 2      | 0      | 4      | 118    | 114    |

## Femminile

### AFL - Division Ladies 2016

#### Stagione regolare
| 3 settembre 2016 1ª giornata | Graz Giants Ladies | 28 – 41 | Schwaz Hammers Ladies |  |

| 10 settembre 2016 2ª giornata | Telfs Patriots Ladies | 0 – 39 (0-7 0-14 0-8 0-12) | Graz Giants Ladies | (400 spett.) |

| 17 settembre 2016 3ª giornata | Schwaz Hammers Ladies | 25 – 24 | Graz Giants Ladies |  |

| 2 ottobre 2016 5ª giornata | Graz Giants Ladies | 26 – 0 | Telfs Patriots Ladies |  |

#### Statistiche di squadra
| Competizione      | %Vittorie | In casa | In casa | In casa | In casa | In casa | In casa | In trasferta | In trasferta | In trasferta | In trasferta | In trasferta | In trasferta | Totale | Totale | Totale | Totale | Totale | Totale |
| Competizione      | %Vittorie | G       | V       | N       | P       | Pf      | Ps      | G            | V            | N            | P            | Pf           | Ps           | G      | V      | N      | P      | Pf     | Ps     |
| ----------------- | --------- | ------- | ------- | ------- | ------- | ------- | ------- | ------------ | ------------ | ------------ | ------------ | ------------ | ------------ | ------ | ------ | ------ | ------ | ------ | ------ |
| Stagione regolare | .500      | 2       | 1       | 0       | 1       | 54      | 41      | 2            | 1            | 0            | 1            | 63           | 25           | 4      | 2      | 0      | 2      | 117    | 66     |
| Totale            | .500      | 2       | 1       | 0       | 1       | 54      | 41      | 2            | 1            | 0            | 1            | 63           | 25           | 4      | 2      | 0      | 2      | 117    | 66     |